# Artefakt (fantastyka)
Artefakt – cenny i trudny do pozyskania przedmiot o potężnych mocach w subkulturze związanej z RPG, fantastyką – Fantasy i SF oraz grami komputerowymi. W fantasy zazwyczaj pochodzenia magicznego lub boskiego, który zwiększa możliwości posiadacza. W science fiction – zwykle dzieło obcej lub zaginionej cywilizacji na bardzo wysokim poziomie rozwoju. Artefaktem może być broń, talizman lub przedmiot codziennego użytku.
Jego zdobycie jest często ważną częścią fabuł gier komputerowych. Bywa zaczarowany lub obłożony klątwą, a jego zdobycie jest z reguły obłożone dużym nakładem finansowym lub czasowym.